# RZSD VL22m

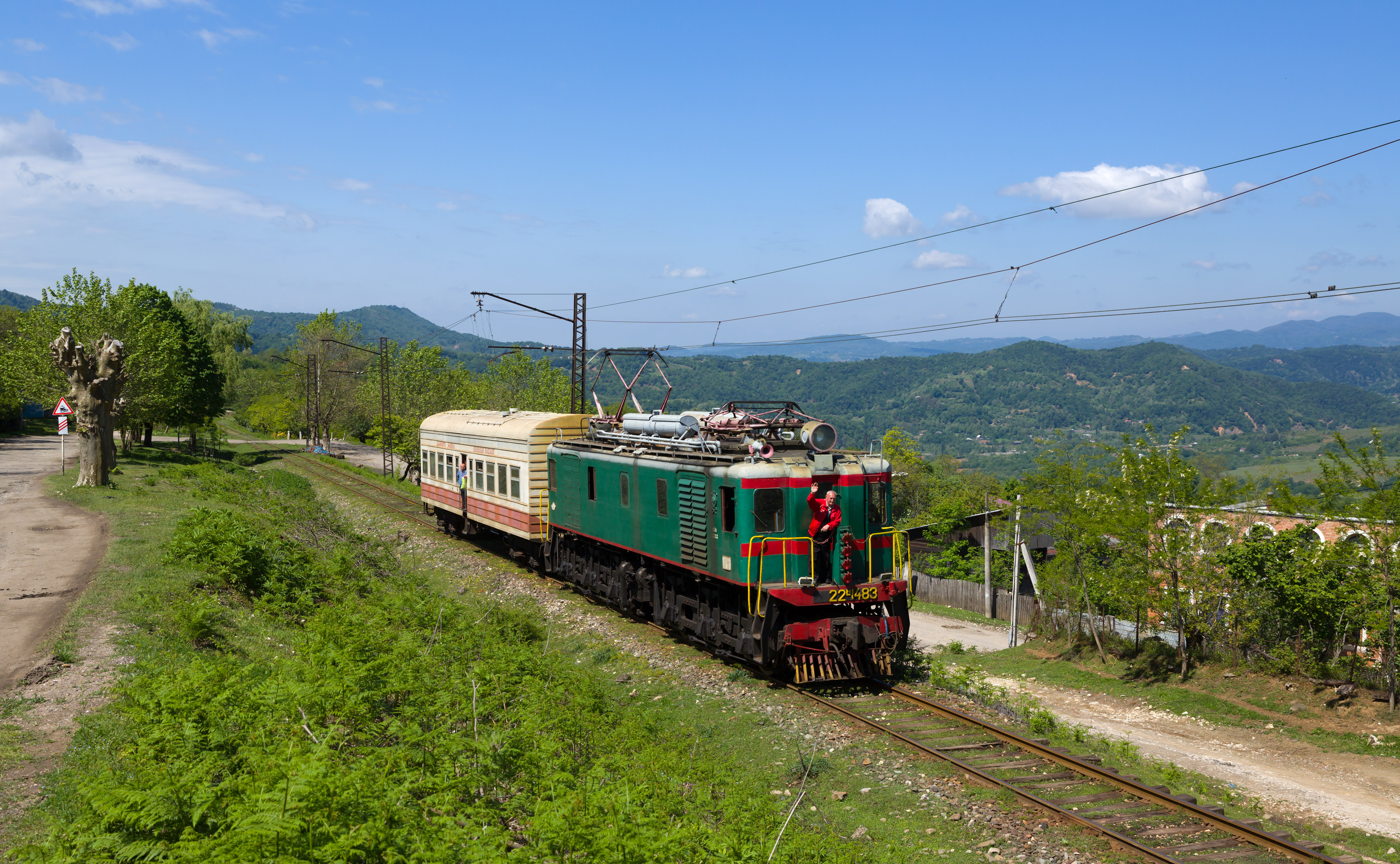
Az utolsó üzemben lévő VL22m mozdony a Kutaiszi–Tkibuli-vasútvonalon

Az RZSD VL22m sorozat egy orosz Co' Co' tengelyelrendezésű villamosmozdony-sorozat.

## Felhasználása
VL22m-et még ma is használ egy-egy bányacég, pl. azzal viszik ki az elegyeket a közforgalmú vasút állomásáig, tehát amolyan átállítós szolgálatot látnak el. Ilyenkor gyakran alkalmaznak csatolt VL22m-et. Régebben az elegytömegek függvényében vagy szólóban jártak, vagy csatolva. Dombvidéki körülmények között leginkább csatolva, pl. az Urál környékén.
A Grúz Vasút, mióta levált a "nagy testvérről", majdnem ugyanarra a sorsra jutott, mint a többi, kicsivé vált vasút. A forgalom csökkent, az eszközök elhasználódtak, tehát tolatni is azzal tolatnak, ami éppen rendelkezésre áll. A hely függvényében kézijelzésekkel, rádióval kommunikálnak a tolatásvezetők a mozdonyvezetőkkel.